# أولاد سي سليمان (الجزائر)
أولاد سي سليمان بلدة وبلدية تابعة لدائرة أولاد سي سليمان في ولاية باتنة بالجزائر.